# Torre Kollhoff
La Torre Kollhoff (nota in tedesco come Kollhoff-Tower) è un edificio di 25 piani alto 101 metri situato a Berlino a Potsdamer Platz.
Completato nel 1999, l'edificio prende il nome dall'architetto che l'ha progettato Hans Kollhoff. Il progetto dell'edificio è ispirato ai grattacieli del primo Novecento costruiti negli Stati Uniti.